# Eva Dyrberg
Eva Dyrberg (* 17. Februar 1980 in Kopenhagen) ist eine ehemalige dänische Tennisspielerin.

## Karriere
Eva Dyrberg, die am liebsten auf Hartplätzen spielte, begann im Alter von sechs Jahren mit dem Tennis. Als Juniorin triumphierte sie 1998 in Wimbledon und bei den US Open im Doppel. Auf dem ITF Women’s Circuit gewann sie insgesamt vier Einzel- und fünf Doppeltitel. Auf der WTA Tour erreichte sie im Jahr 2000 in Knokke-Heist ein Endspiel.
Von 1997 bis 2009 spielte sie für die dänische Fed-Cup-Mannschaft, mit einer Bilanz von 32:21.

## Erfolge

### Einzel
Turniersiege 
| Nr. | Datum         | Turnier   | Kategorie   | Belag     | Finalgegnerin      | Ergebnis |
| --- | ------------- | --------- | ----------- | --------- | ------------------ | -------- |
| 1.  | November 1998 | Rungsted  | ITF $10.000 | Teppich   | Maret Ani          | 6:3, 6:4 |
| 2.  | März 1999     | Ashkelon  | ITF $25.000 | Hartplatz | Tetjana Perebyjnis | 6:4, 6:4 |
| 3.  | März 2000     | Lissabon  | ITF$10.000  | Sand      | Marina Samoilenko  | 6:3, 6:0 |
| 4.  | Februar 2001  | Redbridge | ITF $25.000 | Hartplatz | Claudine Schaul    | 6:2, 6:2 |

### Doppel
Turniersiege 
| Nr. | Datum         | Turnier              | Kategorie   | Belag             | Partnerin          | Finalgegnerinnen                             | Ergebnis      |
| --- | ------------- | -------------------- | ----------- | ----------------- | ------------------ | -------------------------------------------- | ------------- |
| 1.  | Oktober 1998  | Glasgow              | ITF $10.000 | Hartplatz         | Lydia Steinbach    | Helen Crook Victoria Davies                  | 6:4, 5:7, 6:3 |
| 2.  | Juli 1999     | Civitanova Marche    | ITF $25.000 | Sand              | Daniela Hantuchová | Rosa María Andrés Conchita Martínez Granados | 7:6, 4:6, 6:3 |
| 3.  | Dezember 1999 | Cergy-Pontoise       | ITF $50.000 | Hartplatz         | Jasmin Wöhr        | Adriana Barna Anca Barna                     | 2:6, 6:2, 6:4 |
| 4.  | März 2001     | St. Ulrich in Gröden | ITF $25.000 | Hartplatz (Halle) | Angelika Bachmann  | Jekaterina Koschokina Kelly Liggan           | 3:6, 6:4, 6:2 |
| 5.  | Juli 2001     | Ettenheim            | ITF $50.000 | Sand              | Maja Matevžič      | Katalin Marosi Irina Selyutina               | kampflos      |

## Abschneiden bei Grand-Slam-Turnieren

### Einzel
| Turnier         | 2002 | 2003 | Karriere |
| --------------- | ---- | ---- | -------- |
| Australian Open | 1    | 1    | 1        |
| French Open     | 1    | —    | 1        |
| Wimbledon       | 1    | —    | 1        |
| US Open         | 1    | —    | 1        |

### Doppel
| Turnier         | 2000 | 2001 | 2002 | Karriere |
| --------------- | ---- | ---- | ---- | -------- |
| Australian Open | —    | 1    | 1    | 1        |
| French Open     | —    | 1    | —    | 1        |
| Wimbledon       | 2    | 1    | —    | 2        |
| US Open         | 2    | 1    | —    | 2        |